# Okruh Šlajza
Okruh Šlajza, nazývaný také Běžecký a odpočinkový okruh Šlajza, je běžecký, cyklistický, turistický a relaxační okruh na okraji města Kroměříž v okrese Kroměříž. Nachází se na levém břehu a v ohybu řeky Morava, u dálnice D1 a rybníků Šlajza a Šlajza II. Geograficky se také nachází v geomorfologickém celku Hornomoravský úval na Hané a v Olomouckém kraji.

## Historie a popis
Město Kroměříž nechalo v roce 2020, poblíž zahrádkářské kolonie a kolem rybníků Šlajza a Šlajza II, postavit atraktivní odpočinkový, běžecký a cyklistický okruh a areál v nenáročném přírodním terénu. Kromě ukazatelů a informačních tabulí jsou zde herní a naučné prvky, workoutový areál, přístřešky, dvě ohniště, lavičky, stojany na kola a odpadkové koše. Součástí je také areál pevných kontrol orientačního běhu.

## Další informace
Místo je celoročně volně přístupné.

## Galerie

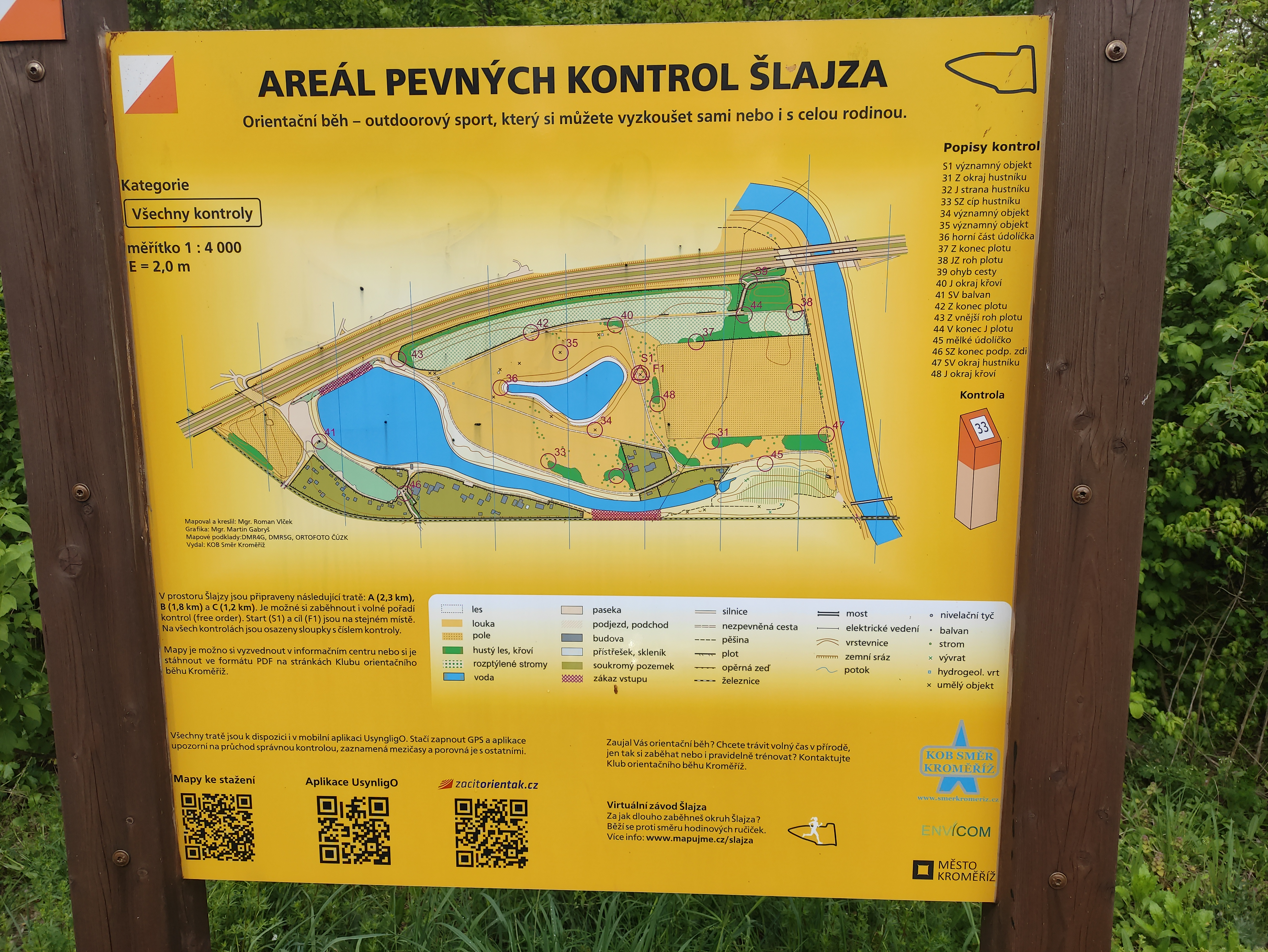
Informační panel s mapou
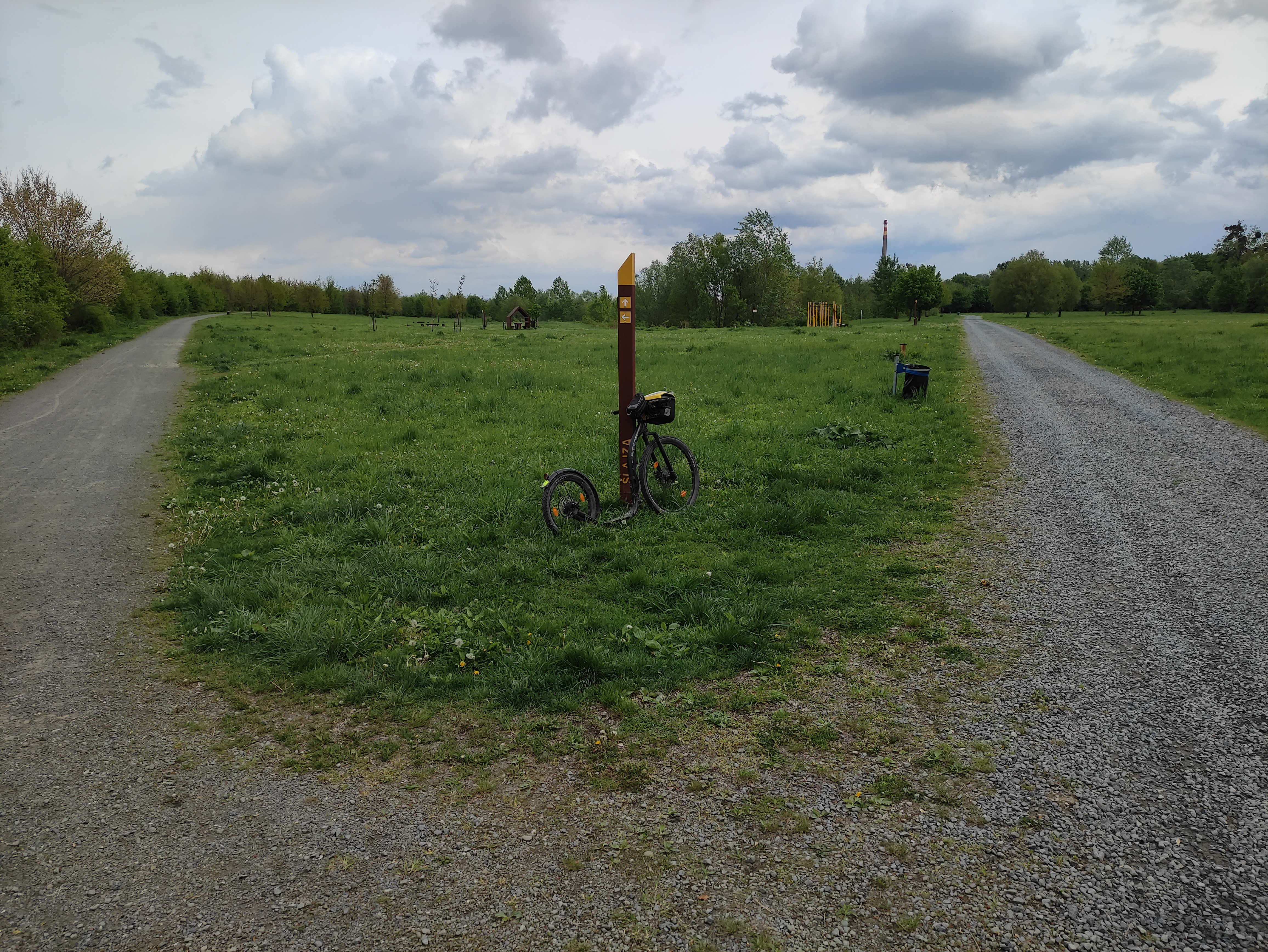
Koloběžka na stezce
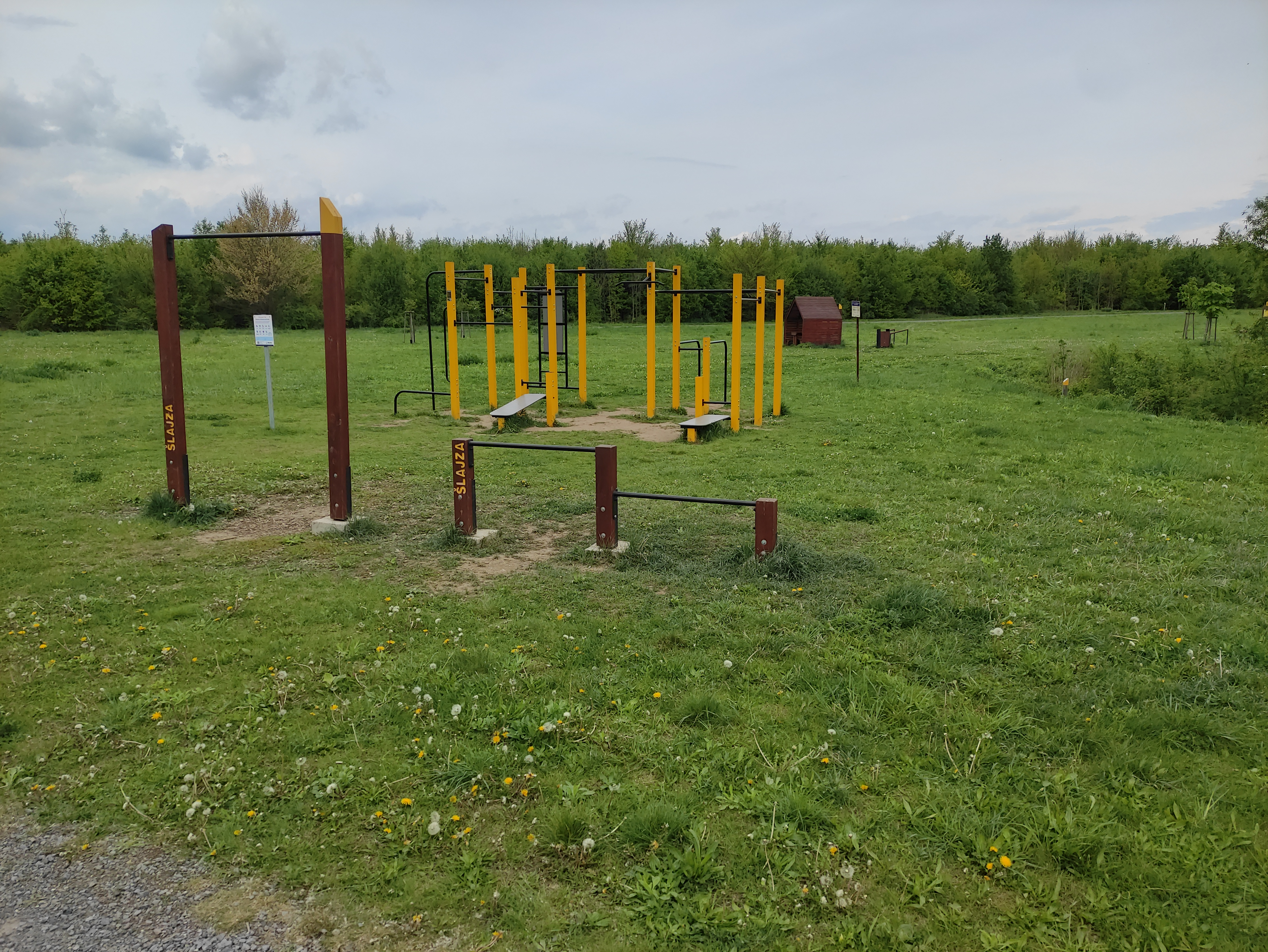
Workout u stezky
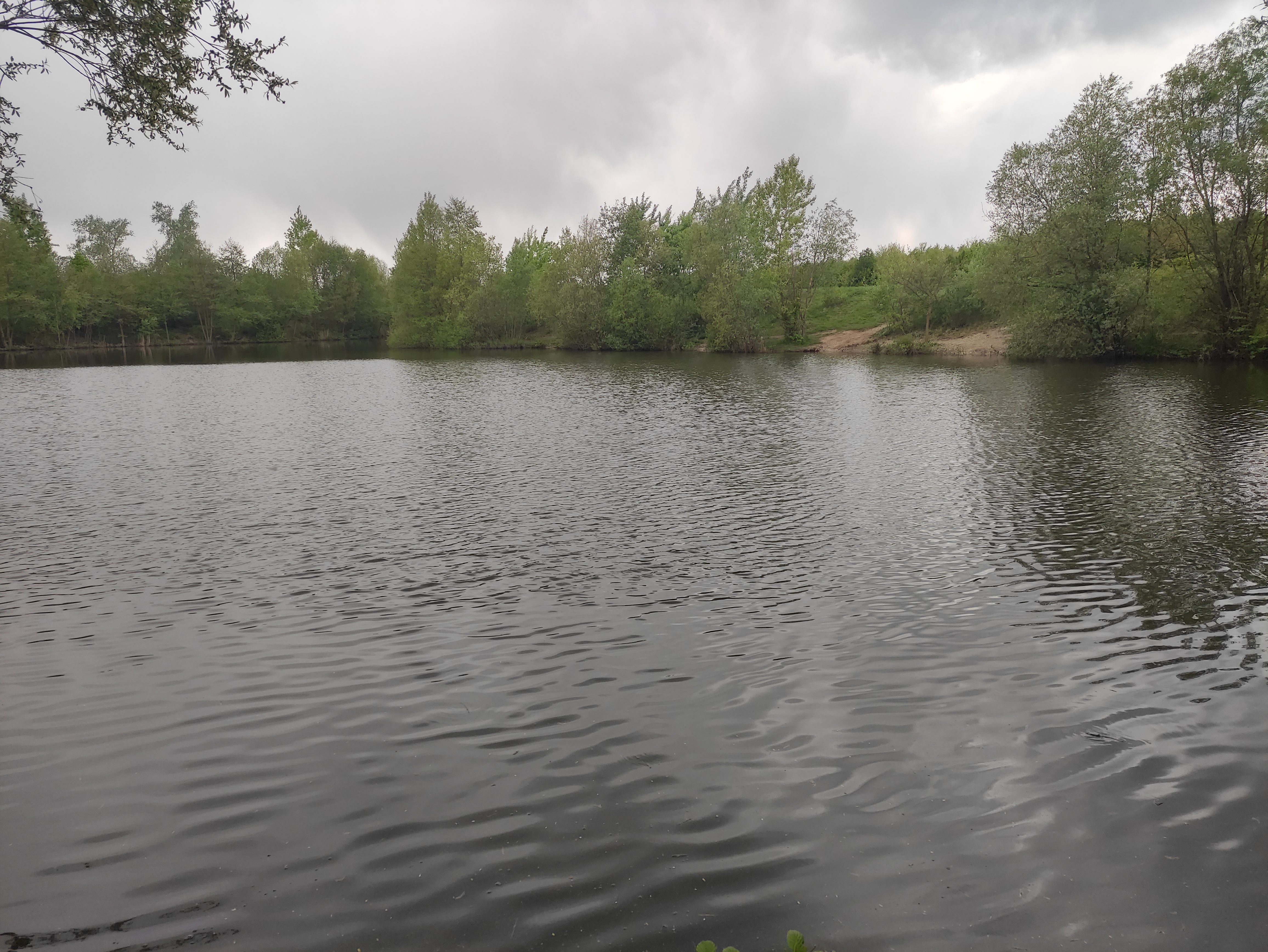
Rybník Šlajza II